# Sergueï Chtemenko
Sergeï Matveïevitch Chtemenko (Сергей Матвеевич Штеменко), né le 20 février 1907 et mort le 23 avril 1976, est un général soviétique qui a exercé des fonctions au sein de l'État-Major général de l'Armée rouge pendant la Seconde Guerre mondiale, avant de devenir le chef de l'État-Major général de l'Armée soviétique de 1948 à 1952.

## Début de carrière
Né dans le bourg cosaque d'Ouriupinskaia, dans le Sud de la Russie, sous le nom « Chtemenkov », sa mère change son nom en « Chtemenko », dans le style ukrainien. Sergeï Matveïevitch s'engage dans l'Armée rouge en 1926, puis rejoint le Parti communiste en 1930. Servant d'abord dans l'artillerie anti-aérienne, il est ensuite versé dans les forces blindées. Après une première formation à l'Académie militaire en 1937, il est nommé commandant d'un régiment de tanks, avant d'être envoyé en septembre 1938 à l'Académie d'état-major de Moscou.
En septembre 1939, il participe au sein d'un état-major à l'invasion de la Pologne orientale, puis il est affecté à l'État-Major général durant la guerre d'Hiver. Diplômé de l'Académie d'état-major à l'automne 1940, il est affecté à la direction des opérations de l'État-Major général comme aide auprès du général Mikhaïl Charokhine (ru).

## Grande Guerre patriotique
En août 1941, Chtemenko est envoyé comme représentant de l'État-Major général auprès des troupes soviétiques du Moyen-Orient, coordonnant celles-ci lors de l'invasion anglo-soviétique de l'Iran. En juin 1942, il revient à la direction des opérations : il participe à la préparation des combats menés cette année-là en Crimée, autour de Stalingrad et en Ciscaucasie. Il est ensuite envoyé auprès du front de Transcaucasie.
En mai 1943, il est nommé adjoint au chef des opérations de l'État-Major général, travaillant avec le maréchal Alexandre Vassilievski et le général Alexeï Antonov à la préparation de toutes les grandes batailles. Selon ses mémoires, c'est cette direction des opérations qui propose et planifie l'opération Uranus, la contre-offensive décisive lors de la bataille de Stalingrad. Au printemps 1943, il est envoyé avec le maréchal Gueorgui Joukov comme représentant de la Stavka dans le Kouban pour préparer l'attaque de la péninsule de Taman. En novembre 1943, il accompagne Staline à la conférence de Téhéran. En février et mars 1944, il est le représentant de la Stavka auprès du deuxième front de la Baltique pendant l'offensive Léningrad-Novgorod. Au printemps 1944, il participe à la préparation de l'opération Bagration, puis reprend son poste à Moscou.

## Après-guerre
En tant qu'adjoint du chef de l'État-Major général, c'est Chtemenko qui est le secrétaire du Haut-Conseil militaire le 1er juin 1946 lors de la séance de limogeage de Gueorgui Joukov, c'est lui qui fait la lecture sur ordre de Staline, devant les membres du Politburo et tous les maréchaux de la « confession » du maréchal Alexandre Novikov (obtenue par le NKVD sous la torture et après menace sur sa famille) dénonçant l'organisation d'un pseudo-coup d'État par Joukov.
Général d'armée, il est nommé en novembre 1948 chef de l'état-major général de l'Armée soviétique. Il est remplacé en juin 1952 par Vassili Sokolovski pour être placé à la tête du groupe des forces d'occupation soviétiques en Allemagne. Après la mort de Staline en 1953, il est démis de ses fonctions et rétrogradé car accusé d'être trop proche de Lavrenti Beria.
En 1955, Joukov (devenu alors ministre de la Défense) le fait entrer comme candidat au Comité central du PCUS, lui obtient le grade de colonel-général et le nomme chef de la Direction générale du renseignement (le GRU) de l'Armée soviétique. À ce poste, il fonde l'école secrète des Spetsnaz (les forces spéciales soviétiques) près de Moscou, qui porte depuis sa mort le nom d'école Chtemenko. En 1957, Nikita Khrouchtchev, dans le cadre du renvoi de Joukov, fait rétrograder Chtemenko au grade de lieutenant-général avec le rôle de commandant du district militaire de la Volga.

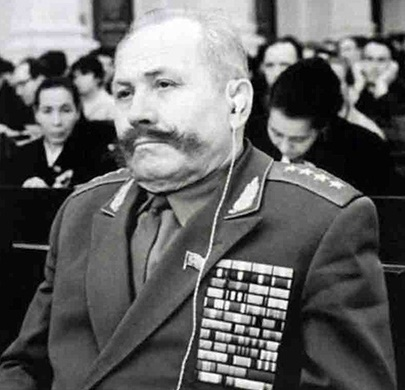
Sergeï Chtemenko au début des années 1970.

En juin 1962, il est nommé chef d'état-major des forces terrestres. En août 1968, il retrouve son grade de général d'armée, avec affectation comme chef de l'état-major combiné du pacte de Varsovie, sous les ordres du maréchal Ivan Iakoubovski. Chtemenko meurt à Moscou en 1976 ; son corps est enterré au cimetière de Novodevitchi, une statue de lui dominant sa tombe. En 1977, l'Académie militaire de Krasnodar est renommé en son honneur.

## Décorations
- Ordre de Lénine
- Ordre de Souvorov, 1re et 2e classe
- Ordre de Koutouzov, 1re classe
- Ordre Tudor Vladimirescu (de)
- Médaille pour la Défense de Moscou
- Médaille pour la défense du Caucase
- Médaille pour la victoire sur le Japon
- Médaille pour la victoire sur l'Allemagne dans la Grande Guerre patriotique de 1941-1945
- Ordre du Drapeau rouge
- Ordre du Drapeau rouge du Travail
- Ordre de l'Étoile rouge
- Ordre du Service pour la Patrie dans les Forces armées de 3e classe
- Médaille « Pour le développement des terres vierges » (en)